# Марія Бручкова
Марія Г. Бручкова — болгарська науковиця, археолог, доктор археології.

## Життєпис
Народилася 26 лютого 1889 року в Русі. У 1911 році закінчила Софійський університет за спеціальністю історія та географія. Потім до 1913 року навчалася на археолога в Берліні.
З 1919 року вчителька першої Софійської жіночої школи. З 20 січня 1919 р. — кураторка Бібліотеки Національного археологічного музею БАН. Разом з Вірою Івановою-Мавродіновою вона є однією з перших жінок, які працювали в музеї. На цій посаді вона залишався до 1923 р. У 1923 р. призначена Богданом Фільовим очолити археологічну експедицію в Нікополісі-ад-Іструм. Вона листувалася з такими вченими, як Гаврил Кацаров, Василь Златарський, Дімітар Дечев і Петар Мутафчієв.
У 1924 р. Марія виїхала до Німеччини, де захистила дисертацію. Потім вона переїхала до Риму, де потрапила до кола професора Вальтера Амелунга. Там вона продовжила брати участь у розкопках і досліджувати приватні колекції. Між 1927 і 1930 роками ввона була співробітницею Товариства Magna Graecia в Римі. У 1931 році вона була призначена працювати у філії Німецького археологічного інституту в Римі рецензенткою слов'янських археологічних журналів. До 1937 р. — наукова співробітниця інституту.
У 1960-х роках вона повернулася до Болгарії і почала працювати асистенткою за сумісництвом в Археологічному інституті Болгарської академії наук. Була членом Болгарського історичного товариства (1919) і Болгарського археологічного інституту (1924). Померла 1968 року.

## Праці
Марія Брачкова. Мушля в античному мистецтві. Відомості Болгарського археологічного інституту, 1938